# سلفادور سيينفويغوس

سلفادور سيينفويغوس(مواليد 14 يونيو 1948) هو ضابط جيش مكسيكي سابق،شغل منصب وزير الدفاع في حكومة إنريكه بينيا نييتو من 2012-2018.
تم القبض عليه من قبل السلطات الأمريكية في 15 أكتوبر في 2020 في مطار لوس أنجلوس الدولي بتهم التجارة في المخدرات وغسل الأموال.